# Harald Vilimsky
Harald Vilimsky, avstrijski politik, * 22. julij 1966, Dunaj
Je poslanec v Evropskem parlamentu kot član Avstrijske svobodnjaške stranke, ki je del Evrope narodov in svobode.

### Zasebno
Je poročen oče hčerke.